# Promyszlennaja
Promyszlennaja (ros. Промышленная) – osiedle typu miejskiego w Rosji, w obwodzie kemerowskim, ośrodek administracyjny rejonu promyszlennowskiego. W 2010 liczyło 18 045 mieszkańców.